# Pensus gilae
Pensus gilae là một loài bọ cánh cứng trong họ Silvanidae. Loài này được Casey miêu tả khoa học năm 1884.